# Craig McGrath
Craig E. McGrath (Auckland, 2 aprile 1974) è un ex rugbista a 15 e allenatore di rugby a 15 neozelandese, in carriera attivo nel ruolo di mediano di mischia.

## Biografia
Craig nasce ad Auckland in Nuova Zelanda; gioca a livello provinciale per Auckland, Northland e North Harbour, aggiudicandosi il 
National Provincial Championship nel 1996 e nel 2003 proprio con la maglia della provincia di Auckland.
Nel 1998 disputa un match coi Chiefs, nel Super 12 e nel 2004 e 2005 fa quattro apparizioni coi Blues.
Nel 2006 arriva in Italia al Viadana: qui rimane per due stagioni, collezionando 44 presenze in giallo-nero e vincendo la Coppa Italia 2006-07.
Dopo essersi ritirato, comincia la carriera di allenatore come coach del  Waitemata Rugby ad Auckland e poi dei Boyne RFC in Irlanda.
Nel 2014 diventa l'allenatore dei Melbourne Harlequins in Australia; nel 2015 è assistente allenatore ai Rebels, prima di essere nominato allenatore dei Melbourne Rising nel 2018.

### Carriera internazionale
Dal 1997 al 2005 viene selezionato più volte con i New Zealand Māori, coi quali vince la Churchill Cup 2004.

## Palmarès

### Club
- National Provincial Championship: 2
Auckland: 1996, 2003
- Coppe Italia: 1
Viadana: 2006-07

### Internazionale
- Churchill Cup: 1
New Zealand Māori: 2004